# 韦索
韦索（法語：Vesseaux，法語發音：[vɛso]）是法国阿尔代什省的一个市镇，属于拉让蒂耶尔区。

## 地理
韦索（44°39'5"N, 4°26'25"E）面积18.71 平方千米，位于法国奥弗涅-罗讷-阿尔卑斯大区阿尔代什省，该省份为法国东南部内陆省份，北起顺时针与卢瓦尔省、伊泽尔省、德龙省、沃克吕兹省、加尔省、洛泽尔省和上盧瓦爾省接壤。
与韦索接壤的市镇（或旧市镇、城区）包括：吕萨斯、圣昂代奥德瓦尔、圣艾蒂安德布洛涅、圣于连迪塞尔、圣洛朗苏夸龙、圣米歇尔德布洛涅、圣普里瓦。

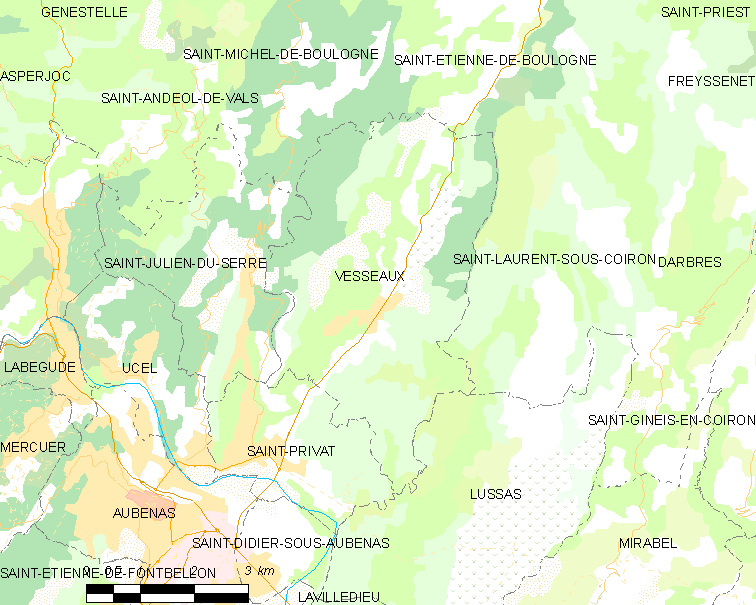
韦索的OSM定位图

韦索的时区为UTC+01:00、UTC+02:00（夏令时）。

## 行政
韦索的邮政编码为07200，INSEE市镇编码为07339。

## 政治
韦索所属的省级选区为欧布纳第二县。

## 人口

1962-2008年间韦索人口变化图示

韦索于2022年1月1日时的人口数量为2048人。